# HV Foreholte
Foreholte is een Nederlandse handbalclub in het Zuid-Hollandse Voorhout. De vereniging is ontstaan in 1992 door een doorstart van de oude handbalvereniging Foreholte, omdat de fusieclub Noorlander/Bollenstreek financieel doodlopend werd.

## Geschiedenis

### Noorlander-Bollenstreek
In 1991 werd fusieclub Noorlander-Bollenstreek opgericht door een samenwerking tussen het gelijknamige Foreholte en Nieuw-Vennep. Al sinds het begin van de fusering van de twee handbalverenigingen rezen er problemen bij de fusieclub. Er werd een steeds grotere schuld opgebouwd bij de gemeente Voorhout en de meeste inkomsten gingen op aan het in stand houden van een professioneel eerste damesteam. Dit damesteam kwam toendertijd uit op het hoogste niveau handbal in Nederland. Dit team was ondergebracht in een aparte stichting met een eigen bestuur, zodat de rest van de vereniging geen invloed kon hebben op het te voeren financieel beleid. Onder de leden van de fusieclub bestond daardoor steeds minder animo om iets voor de club te doen en ook het ledental liep sterk terug. Een eventuele faillissement leek langzamerhand een realiteit te worden.
Achter de schermen werd er gewerkt om een faillissement te afwenden. Vooral op het gebied van breedtesport werd gewerkt op de vereniging weer aantrekkelijk te maken voor huidige en toekomstige leden, echter zou hierdoor het tophandbal moeten worden afgeschaald. Een schaduwbestuur ging aan de slag met het zoeken naar mogelijke oplossingen. Ondertussen werd in 1992 de toegang tot de sporthal ontzegd vanwege een te hoge huurachterstand en moest worden uitgeweken naar Nieuw Vennep en kleine gymzaaltjes voor de lagere teams en de jeugd.
Na gesprekken met de gemeente werd er geëist door de gemeente dat de vereniging de fusie met Nieuw Vennep moest ontbonden en dat er nooit meer sprake kon zijn van het betalen van speelsters. Uit de gesprekken met speelsters, supporters en sponsors werd al snel duidelijk dat er voldoende draagkracht zou zijn voor een nieuwe club onder de oude vertrouwde naam Foreholte. Alhoewel begin oktober 1992 de mededeling kwam dat de fusieclub zou worden opgeheven, werd door het werk van het schaduwbestuur de nieuw-opgerichte Handbalvereniging Foreholte in het leven geroepen. De fusieclub Noorlander-Bollenstreek werd hierdoor langzamerhand overgebracht in de handbalvereniging. Op 30 december 1992 werd door de notaris oprichtingsakte ondertekend. Het damesteam van Bollenstreek speelde nog tot het seizoen 1993/1994 door in de Eredivisie. Hierna werden de speelsters bij andere handbalclubs ondergebracht en verdween Bollenstreek van het Nederlandse handbaltoneel.

### Foreholte
Als nieuw-opgerichte handbalvereniging moest Foreholte met hulp van de gemeente overeind blijven. Ook werd met ingang van het seizoen 1993/1994 weer onder de naam Foreholte deelgenomen aan de nationale competitie van het Nederlands Handbal Verbond. Het Nederlands Handbal Verbond deelde het voormalige eredivisie teams in regionale klasse in afdeling Den Haag. Het damesteam wist zonder moeite weer te promoveren naar een hoger niveau. In 1996 promoveerde het damesteam naar de tweede divisie en een jaar later, met Rinus Rondberg als trainer, naar de eerste divisie. In 2001 degradeerde het damesteam weer naar de tweede divisie.
Ondertussen groeide het ledenaantal weer en werden ook aan de herenkant goede prestaties geleverd door de club. Desondanks blijft de club financieel in moeilijkheden. Sinds aanvang van het seizoen 2006/2007 speelt Foreholte in sporthal De Tulp te Voorhout.
In het seizoen 2008/2009 speelde het damesteam weer in de eerste divisie door weer te promoveren. Echter degradeerde het team weer in 2012 naar de tweede divisie. Hierna klimt het damesteam weer omhoog, in 2017 promoveerde Foreholte voor het eerst (in de huidige samenstelling als club) naar de eredivisie. In 1989 speelde Foreholte voor het laatst in de eredivisie (uitgezonderd de jaren als fusie).

## Resultaat
- 1980 1e
Eerste divisie A
- 1981 5e
Eerste divisie B
- 1983
Eerste divisie A
- 1984
- 1985
- 1986
- 1987 11e
Eredivisie
- 1988
- 1989
- 1990 7e
Eredivisie
- 1991
- 1992
- 1993 7e
Eredivisie
- 1994 3e
Eredivisie
- 1995
- 1996
- 1997 1e
Tweede divisie
- 1998
- 1999
- 2000 9e
Eerste divisie B
- 2001 11e
Eerste divisie B
- 2002
- 2003
- 2004
- 2005
- 2006
- 2007
- 2008
- 2009
- 2010
- 2011 6e
Eerste divisie
- 2012
- 2013 12e
Eerste divisie
- 2014
- 2015 1e
Tweede divisie
- 2016 6e
Eerste divisie
- 2017 1e
Eerste divisie
- 2018 9e
Eredivisie
- 2019 10e
Eredivisie
- 2020 6e
Eerste divisie
- 2021
Eerste divisie

- Eredivisie
- Eerste divisie
- Tweede divisie